# 사무라이 디퍼 쿄우
사무라이 디퍼 쿄우(SAMURAI DEEPER KYO)는 카미죠 아키미네가 그린 괴기 시대극 만화 작품, 또는 그것을 원작으로 한 애니메이션, 게임이다. 1999년부터 2006년까지 〈주간 소년 매거진〉(코단샤)에 연재되었다. 전38권.

## 주요 등장인물
- 미부 쿄시로: 김민석
- 귀안의 쿄우: 홍시호
- 시이나 유야: 이용순

현상금 사냥꾼. 권총을 소지.
- 사나다 유키무라: 송준석

쿄시로와 쿄우의 비밀을 알고 있는 당대의 무장.
- 사루토비 사스케: 김정애

사나다 10용사의 한 사람.
- 기리가쿠레 사이조:이주원

사나다 10용사의 한 사람으로 재정 담당.
- 베니토라: 김승태

2대 장군 도쿠가와 히데타다.
- 이즈모노 오쿠니: 최문자
- 사쿠야: 정미경
- 아키라: 송준석

사성천의 한 사람. 맹인.
- 본텐마루: 안장혁

역시 사성천. 다테 마사무네.
- 신레이: 안장혁

미부 일족의 중책.
- 호타루: 안장혁

사성천의 한 사람. 신레이의 배 다른 동생.
- 미게이라: 김민석

남만 사람. 오른팔에 대포 장착.

## 방영 목록
1. 아마겟돈의 행방
2. 황금 머리의 사나이
3. 붉은 미라쥬
4. 닌자의 나이트메어
5. 어새신의 눈물
6. 히비야 베이의 결투
7. 경장 배틀 로얄
8. 데몬스피어의 울음
9. 미소의 블라인드
10. 냉혹한 일루션
11. 칠흑의 블러쉬 백
12. 디프 포레스트의 소년
13. 크로스한 영혼들
14. 사탄의 부활
15. 내 친구 레드 타이거
16. 완벽한 빅토리
17. 소녀들의 시크리트 토크
18. 너스 악마
19. 선더볼트 공격
20. 앱솔루트 제로의 방향
21. 지옥의 미부 캐슬
22. 기계 사용의 돌즈
23. 작렬의 엑스타시
24. 라스트 무라마사 각성
25. 타키온을 초월한 자
26. 사무라이는 발라드를 좋아해

## TV 애니메
스토리는 원작으로부터 멀어진 오리지널 색이 진한 것이 되어 있어, 설정, 전개・결말, 캐릭터의 배경등이 큰 폭으로 다르다.

### 스탭
- 감독: 니시무라 쥰지
- 시리즈 구성: 아이카와 쇼
- 캐릭터 디자인:
- 크리쳐 디자인: 시노하라 타모츠
- 미술 감독: 코야마 토시히사
- 색채 설계: 마츠모토 신지
- 촬영 감독: 콘도 마코토
- 음향 감독: 이와나미 미와
- 음악: 樹海区狂奏楽団
- 프로듀서: 야마다 토모히로, 浦崎宣光
- 애니메이션 제작: 스튜디오 딘
- 제작: Project KYO

### 방송국
- TV도쿄 : 2002년 7월 1일 - 12월 23일 /월요일 25: 55~26: 25
- TV홋카이도 : 2003년 1월 9일 - 7월 3일 /목요일 26: 00~26: 30

2002년7월 - 12월, TV 도쿄 계열에서 방영.총26화.

### 애니메이션 관련
- DVD권지일 - 권지9
- OP/ED맥시 싱글〈파랑의 리퀴엠/ LOVE DEEPER〉(노래: 츠보쿠라 유이코)
- 캐릭터 보컬 앨범《狂奏歌》(노래: 코니시 카츠유키/오가타 메구미/미도리카와 히카루/세키 토시히코/호리에 유이/스기모토 유미/호시 소이치로/세키 토모카즈/코야스 타케히토)
- 오리지널 사운드 트랙〈광소곡〉

### 게임
- PS용 소프트(반다이)
- 게임보이 어드밴스용 소프트(마벨러스 엔타테이먼트)